# ローラン・ボナール
ローラン・ボナール（Laurent Bonnart, 1979年12月25日 - ）は、フランス・アンドル＝エ＝ロワール県シャンブレー・レ・トゥール(en)出身の元サッカー選手。現役時代のポジションはDF。

## 経歴
1998年にトゥールFCからル・マンUCに移籍し一時期松井大輔ともプレーした。2007年にオリンピック・マルセイユに移籍してからは、本職の左サイドバックにタイエ・タイウォが在籍していることとハビブ・ベイェの抜けた右サイドバックの人材不足もあり、右サイドバックのレギュラーとして定着し、2007-08シーズンにはリーグのベスト11に選出された。

## タイトル
- オリンピック・マルセイユ

クープ・ドゥ・ラ・リーグ 2010

## 所属クラブ
- トゥールFC 1997-1998
- ル・マンUC 1998-2007
- オリンピック・マルセイユ 2007-2010
- ASモナコ 2010-2011
- リール 2011-2013
- ACアジャクシオ 2013-2014
- LBシャトールー 2014-2015